# Land- und Stadtgericht Domnau
Das Land- und Stadtgericht Domnau war von 1827 bis 1849 ein preußisches Land- und Stadtgericht mit Sitz in Domnau.

## Geschichte
Das Land- und Stadtgericht Domnau wurde 1827 aus dem Stadtgericht Domnau und einigen Orten aus dem Landgericht Königsberg gebildet. Es war ein Gericht 2. Klasse im Sprengel des Oberlandesgerichts Königsberg.
1837 umfasste der Gerichtsbezirk die Stadt Domnau mit 1382 Gerichtseingesessene und 15 Ortschaften mit 1977 Gerichtseingesessenen (zusammen also 3359 Gerichtseingesessene). Am Gericht waren ein Stadt- und Landrichter und zwei weitere Mitarbeiter beschäftigt.
Nach der Märzrevolution wurden 1849 einheitlich Kreisgerichte gebildet. In Domnau entstand die Gerichtskommission Domnau des Kreisgerichts Bartenstein.